# Droit d'asile (nouvelle)
Droit d'asile (Sanctuary) est une nouvelle policière d'Agatha Christie mettant en scène Miss Marple.
Initialement publiée les 12 et 19 septembre 1954 dans la revue This Week aux États-Unis, cette nouvelle a été reprise en recueil en 1961 dans Double Sin and Other Stories aux États-Unis. Elle a été publiée pour la première fois en France dans le recueil Marple, Poirot, Pyne... et les autres en 1986.
La publication en revue au Royaume-Uni a été mise aux enchères et les fonds récoltés ont servi à la restauration de l'Abbaye de Westminster.

## Publications
Avant la publication dans un recueil, la nouvelle avait fait l'objet de publications dans des revues :
- les 12 et 19 septembre 1954, aux États-Unis, sous le titre « Murder at the Vicarage », dans la revue This Week[2] ;
- en octobre 1954, au Royaume-Uni, dans la revue Woman's Journal[3] ;
- en janvier 1959, au Royaume-Uni, dans le no 1 du vol. 20) de la revue Argosy[4] ;
- en juin 1966, en France, dans le no 221 de la revue Mystère magazine[5].

La nouvelle a ensuite fait partie de nombreux recueils :
- en 1961, aux États-Unis, dans Double Sin and Other Stories[2] (avec 7 autres nouvelles) ;
- en 1979, au Royaume-Uni, dans Miss Marple's Final Cases and Two Other Stories[2] (avec 7 autres nouvelles) ;
- en 1986, en France, dans Marple, Poirot, Pyne... et les autres (avec 7 autres nouvelles) ;
- en 2001, en France, dans Miss Marple tire sa révérence (adaptation du recueil britannique de 1979).